# Robert Runták
Robert Runták (* 14. září 1976 Olomouc) je český podnikatel, manažer, politik, sběratel umění a bývalý ředitel exekutorské firmy.

## Život
Narodil se v roce 1976 v Olomouci. Vystudoval Právnickou fakultu Univerzity Palackého v Olomouci. Od roku 2008 žije v registrovaném partnerství.

## Kariéra
Krátce po absolvování Právnické fakulty Univerzity Palackého v Olomouci nastoupil v Exekutorském úřadu v Přerově, který byl pod vedením Tomáše Vrány nechvalně znám svými predátorskými metodami exekucí.

## Politické aktivity
Do roku 2013 byl členem představenstva olomouckého fotbalového klubu SK Sigma Olomouc, a také jeho akcionářem. V roce 2018 založil společně s někdejším šéfem olomouckých hooligans Dominikem Králíkem (předseda spolku Sigma United) politické hnutí spOLečně, které ten rok kandidovalo v komunálních volbách v Olomouci a získalo 6 mandátů. Od roku 2018 je předsedou kulturní komise města Olomouce. V roce 2024 oznámil, že se stáhne z aktivit hnutí.

## Sbírka umění
Runták vlastní sbírku umění, která má hodnotu více než 100 milionů. Sbírka, kterou začal sestavovat náhodou v roce 2007, zahrnuje české umělce včetně děl Františka Kupky, Jindřicha Štyrského, Aléna Diviše nebo Václava Špály. Sbírá a vystavuje však především současné žijící malíře a sochaře, se kterými udržuje osobní vztahy (Jakub Špaňhel, Michael Rittstein). V roce 2018 otevřel v Přerově malou galerii Window Gallery, následně v roce 2020 investoval do konverze chátrající budovy blízko nádraží a založil galerii a hub Telegraph. Je také členem poradní komise sběratelů londýnské galerie Tate Modern.

## Kontroverze
Runták je kritizován za zneužívání nejvyšších možností poplatků za exekuce drobných částek dlužníků, které schválil v roce 2006 tehdejší ministr spravedlnosti Pavel Němec. Díky tomu výrazně vzrostly příjmy přerovské exekutorské kanceláře, kde byl Runták schopen zařídit až 60 tisíc drobných exekucí za rok. Mecenášství a sběratelství umění Roberta Runtáka je pak kritizováno s ohledem na fakt, že se jedná o tzv. artwashing, tedy očištění peněz získaných nelegálním nebo problematickým způsobem. Problematické je rovněž jeho působení v komunální politice s ohledem na možné střety zájmů.